# Wilhelm von Rümann

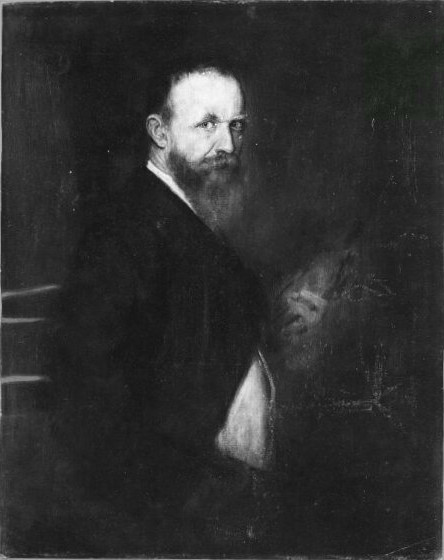
Wilhelm von Rümann

Wilhelm von Rümann eller Ruemann, född den 11 november 1850 i Hannover, död den 6 februari 1906 i München, var en tysk bildhuggare. 
von Rümann studerade i Hannover och i München och blev starkt påverkad av läraren Wagmüller. Från 1887 var han professor vid Münchens akademi. Han skapade många monumentalarbeten: det betydande segermonumentet (Woerth), minnesmärken över Rückert (Schweinfurt), Ohm (München), Pettenkofer (München), över Vilhelm I (Stuttgart och Heilbronn), gravvården över prinsessan Ludovika, den virtuosmässigt utförda naturalistiska bysten av prinsessan Theresa av Bayern med flera. I Berlins nationalgalleri fanns den vackra statyn i marmor: Naken sittande flicka (1901). von Rümanns verksamhet bidrog i hög grad till skulpturens uppsving under 1890-talet i München.

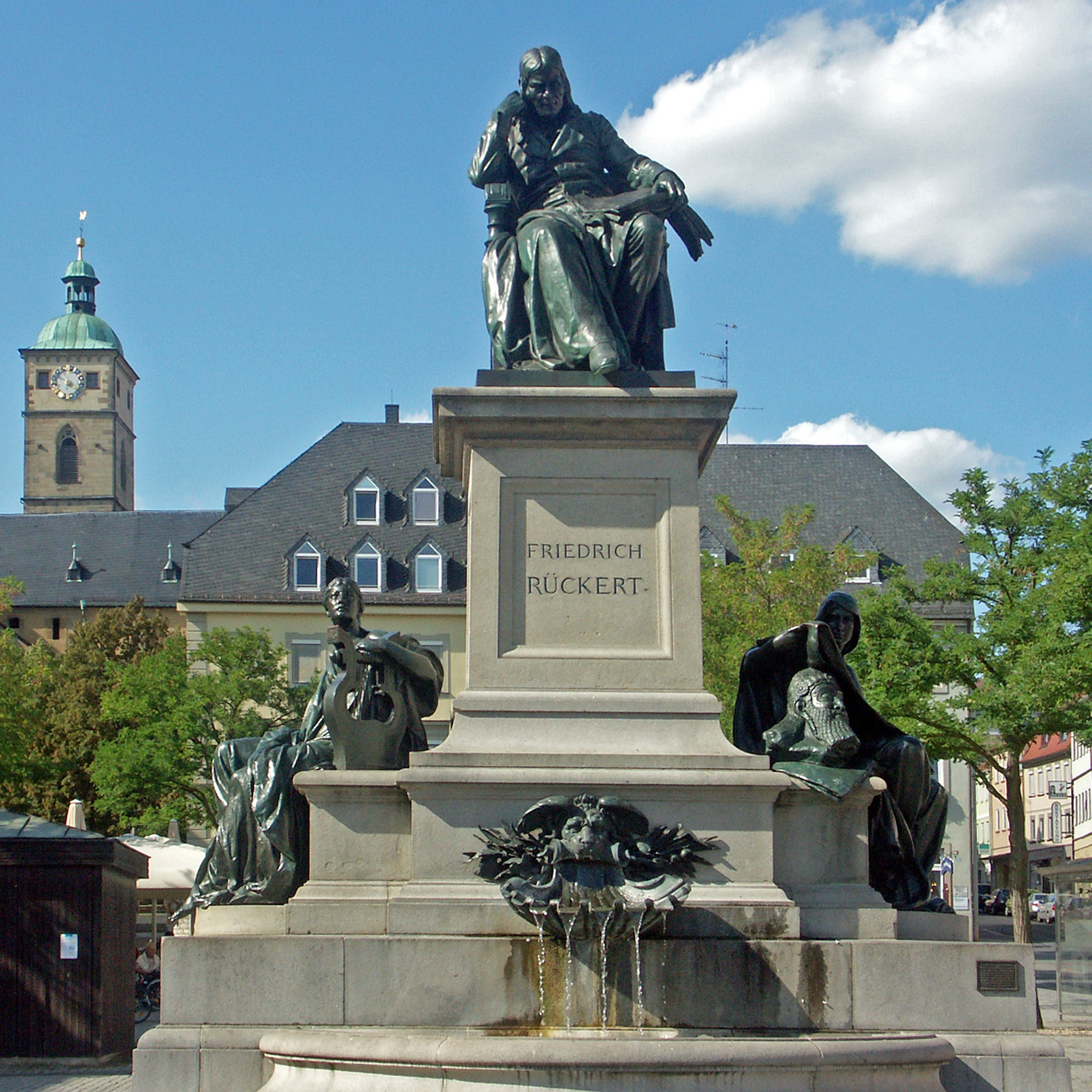
Rückert-Denkmal i Schweinfurt
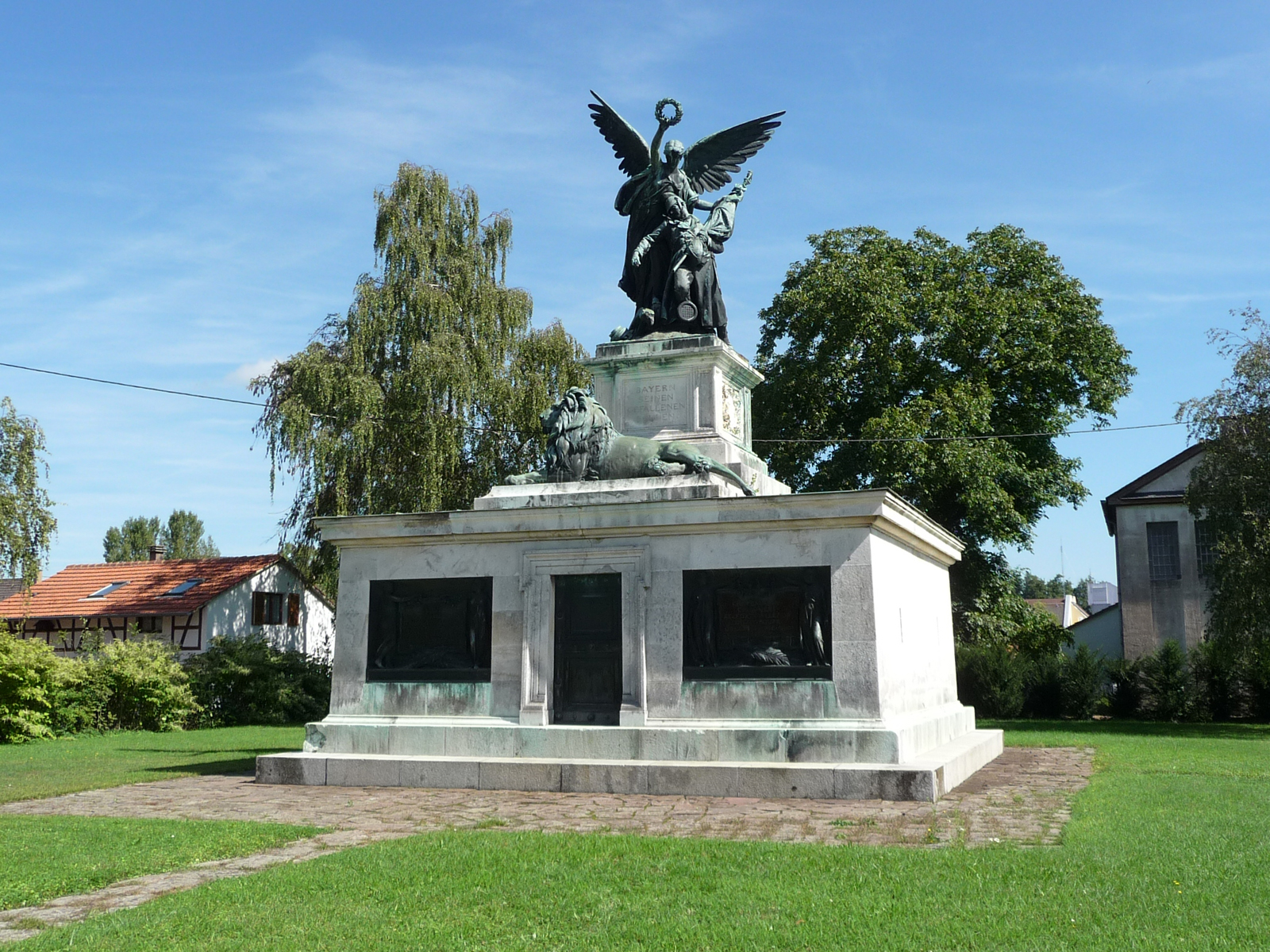
Woerth
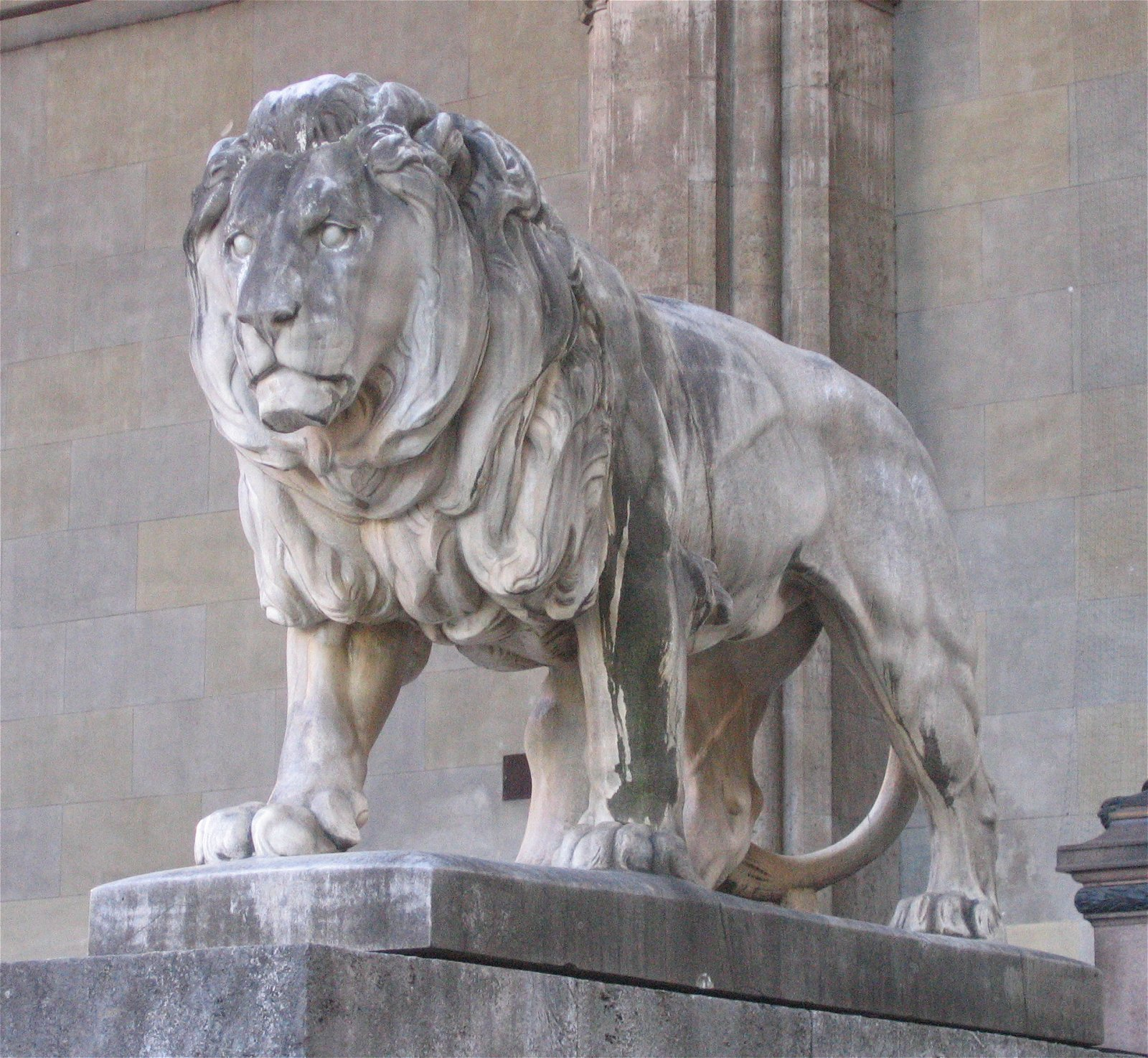
München